# Bittacus oreinus
Bittacus oreinus är en näbbsländeart som beskrevs av Navás 1914. Bittacus oreinus ingår i släktet Bittacus och familjen styltsländor. Inga underarter finns listade i Catalogue of Life.